# Tengeri süllő
A tengeri süllő (Sander marinus) a sugarasúszójú halak (Actinopterygii) osztályának a sügéralakúak (Perciformes) rendjébe, ezen belül a sügérfélék (Percidae) családjába tartozó faj.

## Előfordulása
A tengeri süllő a Fekete-tenger és a Kaszpi-tenger, köves aljaztú, sekély parti vizek lakója. A következő országokban található meg: Azerbajdzsán, Bulgária, Irán, Kazahsztán, Moldova, Oroszország, Románia, Türkmenisztán és Ukrajna.

## Megjelenése
A hal testhossza 30 - 50 centiméter, legfeljebb 62 centiméter. 75 - 88 apró, fésűs pikkelye van az oldalvonala mentén. A fejtető, a fej oldalai és a kopoltyúfedői erősebben pikkelyezettek, mint a fogassüllőé. Kopoltyúfedői kis tüskével rendelkeznek, az elő-kopoltyúfedő fogazott. Állkapcsán apró kefefogak nőttek, ebfoga nagy.

## Életmódja
A tengeri süllő inkább a tengerekben és brakkvízben él, de íváskor felúszik a nagyobb folyók alsó szakaszaira. Tápláléka főként apró fenékhalak, például gébfélék. Legtovább 10 évig él.

## Szaporodása
Április - májusban ívik. 3 - 5 évesen válik ivaréretté.